# 笠原成元

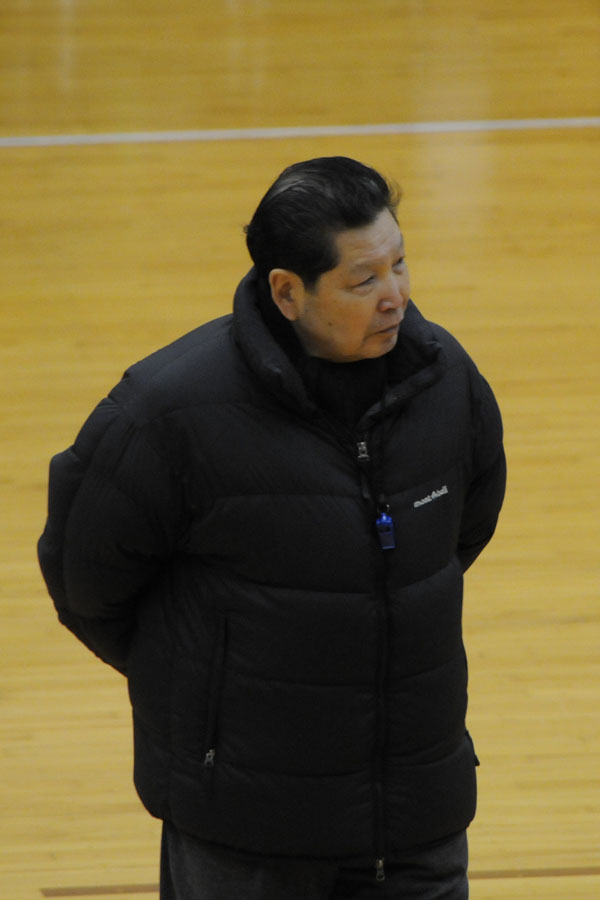
笠原成元、2011年1月15日

笠原 成元（かさはら しげよし、1936年11月3日 - ）は、東京都出身のバスケットボール指導者である。筑波大学名誉教授、中村学園大学教授。

## 人物
1959年東京教育大学（現在の筑波大学）卒業。ヤシカで1960年熊本国体に出場し、引退後の1961年より学習院大学専任講師となり指導者に転じる。1964年に東京オリンピックで吉井四郎のアシスタントコーチを務め、1972年ミュンヘンオリンピックで監督として指揮を執った。またユニバーシアード、世界選手権などでもコーチを務めた。
筑波大学の監督や日本バスケットボールコーチコミッティの会長を務めた後、秋田銀行女子バスケット部ヘッドコーチを2010年から2011年まで務めた。

## 著書

### 単著
- 『イラスト・バスケットボールの技術-見て、読んで正しい基本技術を学ぼう-』（講談社<講談社スポーツシリーズ>、1979年）
- 『写真と絵でみるバスケットボール-レベルアップのための基本と技術-』（新星堂出版社、1984年）
- 『バスケットボール・ルールブック』（池田書店<スポーツ・ルールシリーズ>、1986年）
- 『バスケットボール教室-君も名選手になれる-』（成美堂出版<Junior Sports Series>、1987年）
- 『Basketball-笠原成元のバスケットボール・技術と戦術-』（学習研究社<Sports fundamental skill book>、1994年）
- 『バスケットボール教室』（成美堂出版<ジュニアスポーツシリーズ>、1994年）
- 『バスケットボール-攻め方・守り方がよくわかる-』（学習研究社<ジュニアスポーツ上級編>、1998年）